# Serbisches SS-Freiwilligen Korps
Il Srpski Dobrovoljacki Korpus (SDK) (in tedesco Serbisches Freiwilligen-Korps, letteralmente “Corpo Volontario Serbo”) venne formato in Serbia il 15 settembre 1941, quando Dimitrije Ljotić aggregò una minoritaria parte dei volontari Cetnici con gli attivisti di ZBOR, il Movimento Nazionale Jugoslavo (Jugoslovenski Narodni Pokret), fondato il 5 gennaio 1935 dallo stesso Ljotić.

## Storia dell'unità

Membri del Corpo Volontario Serbo durante un'ispezione

Inizialmente era formato da 12 distaccamenti da 120-150 uomini ognuno. Nel gennaio 1943 divenne Srpski Dobrovoljacki Korpus (SDK) con 5 battaglioni da 500 uomini ognuno, tra cui un battaglione d'assalto. Subito si aggiunsero: un battaglione blindato, uno squadrone cavalleria e 6 aerei, portando l'unità a un totale di 3.000 uomini.
Il battaglione blindato aveva in dotazione 20 veicoli di differente tipologia, di fabbricazione francese e ceca, più qualche vecchio tipo di origine austro-tedesca. Tra i sei aerei si potevano invece conteggiare 2 apparecchi francesi tipo Breguet-XIX e un Fieseler Storch. Fino ad arrivare al 21 agosto 1944 quando il "Srpski Dobrovoljacki Korpus poteva contare su un organico di ben 9.886 uomini.

## Dislocazione dell'unità
Il Quartier Generale era a Belgrado; il primo reggimento era di stanza a Valjevo, il secondo a Kragujevac, il terzo a Šabac, il quarto a Smederevo e infine il quinto reggimento era di stanza a Kruševac.
L'8 ottobre 1944 da Belgrado si sposterà nello Srem, poi in Slovenia. Il Srpski Dobrovoljacki Korpus non entrò mai ufficialmente nelle SS e non indosseranno mai le uniformi tedesche, ma solo quelle italiane o jugoslave, e non avranno mai i gradi tipici delle SS sui colletti delle giubbe.

## Cambio nome dell'unità
La denominazione finale del "Srpski dobrovoljački korpus" sarà "Šumadijska divizija (Division Šumadija)".
La denominazione verrà cambiata tra la fine dell'aprile e l'inizio del maggio 1945.

## Fonti
- Boško N. Kostić, Za istoriju naših dana, p. 261.

## Organigramma delSrpski Dobrovoljacki Korpus(SDK) al 15 agosto 1944
- Staff
  - Comandante Generale Konstantin Musicki
  - Staff company
  - Plotone telefoni
  - Compagnia medica
  - Colonna rifornimenti leggeri
  - Compagnia addestramento
  - Banda del Corpo
- 1º reggimento di fanteria
  - Staff reggimentale
  - Plotone trasmissioni
  - Banda reggimento
  - Compagnia rifornimenti
  - 1º battaglione su 4 compagnie
  - 2º battaglione su 4 compagnie
  - 3º battaglione su 4 compagnie
- 2º reggimento di fanteria (stesso organigramma del 1º regg.)
- 3º reggimento di fanteria (stesso organigramma del 1º regg.)
- 4º reggimento di fanteria (stesso organigramma del 1º regg.)
- 5º reggimento di fanteria (stesso organigramma del 1º regg.)